# Sousoší Olivetské hory
Sousoší Olivetské hory jsou sousoší, která jsou zpravidla věnována biblickému výjevu, kdy se Ježíš za přítomností usínajících apoštolů modlil noc před svým zatčením a ukřižováním v Getsemanské zahradě na úpatí Olivové hory. Zvyk zobrazovat Krista na Olivové hoře vznikl na základě pašijí v jižním Německu, později se dostal i do Česka, a to zejména na Moravu, kde byly budovány na vnějších stranách kostelů a v samostatných kaplích Olivové hory.

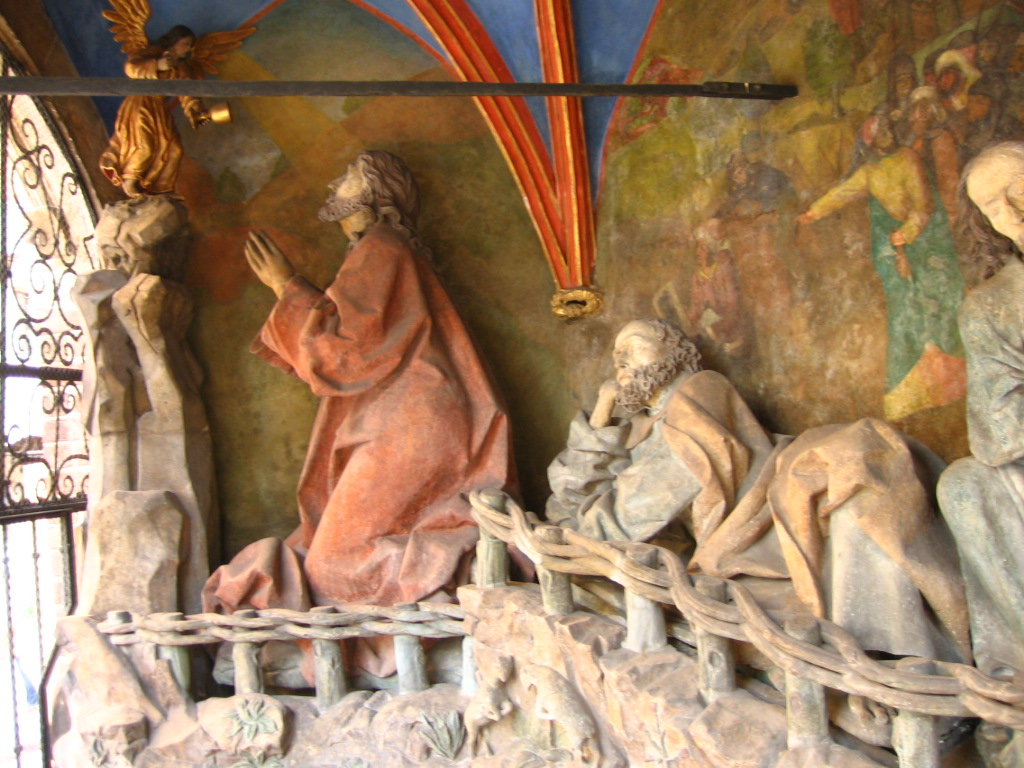
Sousoší Olivetské hory v Krakově – sochy Krista a sv. Petra se zachovanou původní polychromií

Na Moravě patří mezi nejznámější gotické sousoší ve vnější kapli kostela svatého Mořice v Olomouci. Další dvě podobná gotická sousoší jsou u kostela svatého Gotharda v Modřicích u Brna a v kostele svatého Jakuba v Jihlavě.
Další gotické sousoší Olivetské hory vytvořené mezi lety 1488–1518 se nachází například v polském Krakově u kostela svaté Barbory. Na tomto sousoší vytvořeném některým ze spolupracovníků Veita Stosse se zachovala původní bohatá polychromie.
Negotické sousoší s výjevem hory Olivetské stojí také například před kostelem svatého Jana Křtitele s kapucínským klášterem ve Znojmě.